# Wilhelm Friedrich de Gaay Fortman
Wilhelm Friedrich de Gaay Fortman (Amsterdam, 8 mei 1911 – 's-Gravenhage, 29 maart 1997) was een Nederlands rechtsgeleerde en politicus. Hij werd in zijn kennissenkring ook wel Gaius genoemd.

## Loopbaan
De gereformeerde De Gaay Fortman was een progressieve ARP- en CDA-politicus. Hij was ambtenaar, secretaris van de rijksbemiddelaars en docent aan de CNV-kaderschool en werd later hoogleraar aan de VU. In 1956 was hij zonder succes informateur tijdens de lange kabinetsformatie. Hij wist in 1960 echter snel een kabinetscrisis op te lossen. De Gaay Fortman was van 1962 tot 1963 en van 1965 tot 1972 rector magnificus van de Vrije Universiteit Amsterdam. Tijdens zijn hoogleraarschap was hij ook lid van de Europese Commissie voor de Rechten van de Mens, als opvolger van pater Leo Beaufort.
In 1973 liet hij zich samen met Jaap Boersma overhalen minister te worden in het kabinet-Den Uyl. Hij had een goede band met de ex-gereformeerde Joop den Uyl. Hij kwam als minister met een plan Nederland op te delen in 24 mini-provincies en speelde een belangrijke rol in de onderhandelingen voorafgaand aan de onafhankelijkheid van Suriname in 1975. In datzelfde jaar presenteerde hij ook het eerste Wetsontwerp reorganisatie binnenlands bestuur. Hij was in 1981 nog eens als informateur betrokken bij een formatie en wist de weg te openen voor een kabinet van CDA, PvdA en D66. De Gaay Fortman was voorstander van samenwerking van de ARP en later binnen het CDA met de PvdA. Aangeboden functies in confessioneel-liberale kabinetten wees hij daarom af. De Gaay Fortman werd bij de totstandkoming van het CDA wel lid, maar vervreemdde van die partij. In zijn ogen werkte de partij te veel mee aan de afbraak van de sociale zekerheid. Bij de Tweede Kamerverkiezingen 1994 stemde hij daarom op Gert Schutte, voorman van het GPV.

## Familie
Het geslacht De Gaay Fortman was reeds in de begindagen van de Gereformeerde Kerken in Nederland een van de voornaamste gereformeerde families. Zijn zoon Bas de Gaay Fortman trad in de politieke voetsporen van zijn vader en werd fractieleider van de PPR. Een van zijn dochters was getrouwd met kinderarts Tom Voûte, een andere dochter met burgemeester Bernard Holtrop.